# Xã Manteno, Quận Kankakee, Illinois
Xã Manteno (tiếng Anh: Manteno Township) là một xã thuộc quận Kankakee, tiểu bang Illinois, Hoa Kỳ. Năm 2010, dân số của xã này là 11.185 người.